# Division 1 1945/46
Die Division 1 1945/46 war die achte Austragung der professionellen französischen Fußballliga und zugleich die erste offizielle Meisterschaft nach sechsjähriger, kriegsbedingter Unterbrechung. Meister wurde OSC Lille, dessen Vorläuferklub Olympique Lille 1933 schon einmal den Titel gewonnen hatte.
Erster Spieltag war der 26. August 1945. Eine offizielle Pause über den Jahreswechsel gab es nicht; allerdings sorgte ein extremer Winter dafür, dass die Liga ihre letzten Begegnungen erst am 16. Juni 1946 austragen konnte.
Das für den Meisterschaftsbetrieb zuständige Verbandsgremium (Groupement des Clubs Autorisés) hatte festgelegt, dass zu dieser Saison die Vereine, die die letzte Vorkriegssaison nicht schlechter als auf dem 14. Platz abgeschlossen hatten, ebenso teilnahmeberechtigt waren wie die beiden Klubs, die seinerzeit die Aufstiegsberechtigung aus der zweiten Division erworben hatten. Da die erste Liga zudem auf 18 Mannschaften aufgestockt wurde und es durch die zwischenzeitliche Fusion von Olympique Lille mit seinem Lokalrivalen SC Fives einen weiteren freien Platz gab, bestimmt der Verband drei Klubs „in Anbetracht ihrer Leistungen während der Kriegs- und Besatzungszeit“ als Ergänzung des Kreises. Keiner dieser „Nachrücker“ war bis dahin in der Division 1 vertreten gewesen.

## Vereine
In dieser Saison spielten folgende Mannschaften um den Meistertitel:
- drei Klubs aus dem äußersten Norden (OSC Lille, Racing Lens, CO Roubaix-Tourcoing (a))
- drei aus der Île-de-France bzw. der Champagne (Racing Paris, Aufsteiger Red Star Olympique, Nachrücker Stade Reims),
- drei aus dem Nordosten (FC Sochaux, Racing Strasbourg, FC Metz),
- vier aus dem Westen (Le Havre AC, FC Rouen, Aufsteiger Stade Rennes UC, Nachrücker Girondins AS du Port aus Bordeaux),
- fünf aus dem Südosten (AS Saint-Étienne, Nachrücker Lyon Olympique Universitaire, Titelverteidiger FC Sète, Olympique Marseille, AS Cannes-Grasse).

## Saisonverlauf
Während die dominierenden Vereine der Vorkriegszeit (Paris, Marseille, Sète) während der gesamten Saison nicht über das Tabellenmittelfeld hinauskamen oder sogar, wie Sochaux, von Anfang an gegen den Abstieg spielten, hielt Saint-Étienne bis zum Jahreswechsel den ersten Platz inne. Die drei Nordklubs und die Neulinge aus Reims und Rennes konnten den Rückstand allerdings in Grenzen halten, und als der Tabellenführer zu Beginn der Rückrunde eine absolute Negativserie – drei Monate ohne einen einzigen Sieg – produzierte, zog Lille vorbei. Doch Saint-Étienne fing sich wieder, stand zeitweise sogar erneut auf Rang eins – bis zum 1. Mai 1946, als es zum Aufeinandertreffen der beiden Teams kam, bei dem der nordfranzösische Gastgeber Saint-Étienne mit 8:0 eine wahre Lektion erteilte und sich anschließend auch nicht mehr von der Spitze verdrängen ließ. Nachdem der OSC Lille Ende Mai bereits das Pokalfinale für sich hatte entscheiden können, gewann er als dritter Verein Frankreichs auch den Doublé. Er hatte in dieser Saison aber auch einen schwarzen Tag zu verzeichnen, als beim Derby gegen Lens ein Teil eines Tribünendaches einstürzte, wodurch 58 Zuschauer überwiegend schwere Verletzungen erlitten.
Am unteren Ende der Tabelle stand der FC Sochaux frühzeitig als Absteiger fest, und eigentlich hätte Metz ihn in die zweite Division begleiten müssen. Dieses Los traf allerdings nicht die Lothringer, auch nicht den Le Havre AC als 16., sondern den auf Rang 15 platzierten Lyon OU. Die verwendete Literatur äußert sich hierzu nicht eindeutig, aber Grund dafür soll gewesen sein, dass der Verband den Klubs aus Metz, Strasbourg und Le Havre – diese Städte gehörten zu den „vom Krieg besonders heimgesuchten“ (ville meurtrie par la guerre) – für diese Saison eine „Nichtabstiegsgarantie“ gegeben hatte. Zur nachfolgenden Spielzeit wurde die Division 1 auf 20 Teilnehmer aufgestockt; davon profitierten die Aufsteiger FC Nancy, SO Montpellier, Stade Français Paris und Toulouse FC.

## Abschlusstabelle
| Pl. | Verein                    | Sp. | S  | U  | N  | Tore    | Quote | Punkte |
| --- | ------------------------- | --- | -- | -- | -- | ------- | ----- | ------ |
| 1.  | OSC Lille                 | 34  | 19 | 7  | 8  | 089:440 | 2,02  | 45:23  |
| 2.  | AS Saint-Étienne          | 34  | 20 | 4  | 10 | 086:680 | 1,26  | 44:24  |
| 3.  | CO Roubaix-Tourcoing      | 34  | 15 | 11 | 8  | 060:380 | 1,58  | 41:27  |
| 4.  | Stade Reims (N)           | 34  | 15 | 10 | 9  | 068:480 | 1,42  | 40:28  |
| 5.  | Stade Rennes UC (N)       | 34  | 13 | 11 | 10 | 057:520 | 1,10  | 37:31  |
| 6.  | Racing Lens               | 34  | 14 | 8  | 12 | 072:570 | 1,26  | 36:32  |
| 7.  | FC Rouen                  | 34  | 14 | 8  | 12 | 053:470 | 1,13  | 36:32  |
| 8.  | Racing Paris (P)          | 34  | 16 | 3  | 15 | 056:520 | 1,08  | 35:33  |
| 9.  | Olympique Marseille       | 34  | 12 | 10 | 12 | 070:650 | 1,08  | 34:34  |
| 10. | AS Cannes-Grasse          | 34  | 12 | 10 | 12 | 052:560 | 0,93  | 34:34  |
| 11. | Red Star Olympique (N)    | 34  | 12 | 9  | 13 | 063:600 | 1,05  | 33:35  |
| 12. | Racing Strasbourg         | 34  | 13 | 7  | 14 | 053:620 | 0,85  | 33:35  |
| 13. | FC Sète (M)               | 34  | 13 | 6  | 15 | 063:650 | 0,97  | 32:36  |
| 14. | Girondins AS Bordeaux (N) | 34  | 11 | 9  | 14 | 065:660 | 0,98  | 31:37  |
| 15. | Lyon OU (N)               | 34  | 11 | 9  | 14 | 052:780 | 0,67  | 31:37  |
| 16. | Le Havre AC               | 34  | 13 | 4  | 17 | 048:680 | 0,71  | 30:38  |
| 17. | FC Metz                   | 34  | 10 | 5  | 19 | 040:770 | 0,52  | 25:43  |
| 18. | FC Sochaux                | 34  | 4  | 7  | 23 | 035:790 | 0,44  | 15:53  |

Platzierungskriterien: 1. Punkte – 2. Torquotient
| (M) | amtierender französischer Meister     |
| (P) | amtierender französischer Pokalsieger |
| (N) | Neuaufsteiger aus der Division 2      |

## Kreuztabelle
|                       | GAS Bor | AS Can | AC LeH | RC Len | Ol. Lil | OU Lyo | Ol. Mar | FC Met | RC Par | RS Ol. | St. Rei | SUC Ren | CO R-T | FC Rou | AS StÉ | FC Sèt | FC Soc | RC Str |
| Girondins AS Bordeaux |         | 4:1    | 1:2    | 2:2    | 1:5     | 0:1    | 1:1     | 8:0    | 3:1    | 2:1    | 5:1     | 4:1     | 0:2    | 4:1    | 1:3    | 0:3    | 3:2    | 4:3    |
| AS Cannes-Grasse      | 0:0     |        | 3:2    | 1:0    | 2:1     | 1:1    | 0:2     | 0:1    | 1:1    | 3:1    | 1:1     | 2:2     | 1:1    | 3:1    | 1:4    | 2:1    | 4:1    | 3:1    |
| Le Havre AC           | 3:2     | 1:2    |        | 1:0    | 1:2     | 0:0    | 4:3     | 3:0    | 3:5    | 0:1    | 2:3     | 0:0     | 4:1    | 1:0    | 0:2    | 4:1    | 1:0    | 3:0    |
| Racing Lens           | 1:1     | 2:1    | 7:1    |        | 3:1     | 9:2    | 3:1     | 5:3    | 2:3    | 1:1    | 2:2     | 2:2     | 2:1    | 1:0    | 6:1    | 5:1    | 3:0    | 0:4    |
| OSC Lille             | 5:0     | 5:1    | 1:0    | 3:1    |         | 4:0    | 4:4     | 7:0    | 0:1    | 3:1    | 3:0     | 2:5     | 0:2    | 2:2    | 8:0    | 5:2    | 3:1    | 4:1    |
| Lyon OU               | 0:0     | 2:2    | 1:0    | 2:0    | 1:2     |        | 1:1     | 2:0    | 1:0    | 2:2    | 1:2     | 3:5     | 0:5    | 2:1    | 3:3    | 2:0    | 3:4    | 3:2    |
| Olympique Marseille   | 3:0     | 6:1    | 3:0    | 4:1    | 2:2     | 1:1    |         | 2:1    | 0:0    | 2:1    | 3:5     | 2:2     | 0:2    | 2:3    | 1:4    | 1:2    | 3:1    | 5:0    |
| FC Metz               | 2:0     | 1:0    | 2:2    | 2:3    | 0:3     | 1:4    | 3:1     |        | 2:1    | 2:4    | 2:2     | 0:1     | 4:2    | 0:0    | 0:3    | 2:1    | 2:0    | 1:3    |
| Racing Paris          | 2:2     | 0:3    | 4:1    | 2:0    | 2:1     | 1:3    | 2:6     | 2:0    |        | 1:0    | 2:1     | 3:0     | 0:2    | 0:1    | 4:1    | 4:1    | 3:0    | 2:1    |
| Red Star Olympique    | 4:2     | 1:1    | 3:0    | 1:1    | 2:2     | 2:2    | 2:2     | 2:3    | 0:1    |        | 0:3     | 0:4     | 3:0    | 3:1    | 3:2    | 6:0    | 4:1    | 4:2    |
| Stade Reims           | 2:2     | 2:4    | 4:0    | 1:2    | 1:1     | 6:0    | 4:1     | 1:1    | 1:0    | 4:0    |         | 5:0     | 1:1    | 4:1    | 1:3    | 2:1    | 1:0    | 0:1    |
| Stade Rennes UC       | 4:2     | 0:2    | 0:1    | 3:0    | 1:4     | 3:1    | 0:0     | 1:0    | 1:0    | 1:0    | 1:1     |         | 1:1    | 2:0    | 2:3    | 3:3    | 5:1    | 0:1    |
| CO Roubaix-Tourcoing  | 3:1     | 2:0    | 1:1    | 3:0    | 1:1     | 5:0    | 1:1     | 4:0    | 1:0    | 3:5    | 0:1     | 1:1     |        | 0:0    | 3:2    | 3:1    | 2:2    | 1:1    |
| FC Rouen              | 1:1     | 1:1    | 6:0    | 2:1    | 2:1     | 2:1    | 6:0     | 4:1    | 2:0    | 1:1    | 1:0     | 1:1     | 2:1    |        | 2:1    | 0:3    | 1:1    | 5:0    |
| AS Saint-Étienne      | 3:1     | 2:1    | 5:1    | 2:1    | 3:1     | 4:0    | 2:4     | 3:1    | 3:2    | 3:2    | 2:3     | 4:2     | 1:3    | 3:1    |        | 6:2    | 1:0    | 0:0    |
| FC Sète               | 2:4     | 1:0    | 3:0    | 0:0    | 1:2     | 6:2    | 2:3     | 3:1    | 3:2    | 4:0    | 1:1     | 2:0     | 0:0    | 4:1    | 1:1    |        | 4:0    | 0:1    |
| FC Sochaux            | 0:3     | 2:2    | 2:4    | 0:3    | 0:0     | 1:3    | 1:0     | 0:0    | 2:4    | 0:2    | 1:1     | 0:2     | 0:1    | 2:0    | 4:4    | 1:3    |        | 4:2    |
| Racing Strasbourg     | 1:1     | 3:2    | 0:2    | 3:3    | 0:1     | 3:2    | 3:0     | 0:2    | 4:1    | 1:1    | 3:1     | 1:1     | 2:1    | 1:1    | 3:2    | 1:1    | 2:1    |        |

## Die Spieler des Meisters
Während der Saison waren unter Trainer George Berry folgende 23 Spieler zum Einsatz gekommen (in Klammern: Zahl der Punktspiele): Jean Baratte (30), Jules Bigot (10), René Bihel (26), François Bourbotte (34), Roger Carré (21), Dietrich (1), Albert Dubreucq (3), Jacques Grimonpon (7), Georges Hatz (21), Joseph Jadrejak (26), Jean-Jacques Kretschmar (8), Lacaze (5), Jean Lechantre (33), Mathieu (2), Émilien Méresse (6), Jean-Marie Prévost (31), Marceau Somerlinck (26), Casimir Stefaniak (13), Henri Tessier (23), Boleslaw Tempowski (21), Roger Vandooren (12), Maik Walter (2), Félix Witkowski (13) – eventuell auch noch Rossi, Samuelson.

## Erfolgreichste Torschützen
Mit Bihel (28 Treffer) gewann ein Stürmer des LOSC die Krone als erfolgreichster Ligatorjäger; Baratte, dem 19 Treffer gelangen, wird ebenfalls in dieser Aufstellung geführt. Eine vollständige Liste der Spieler, die Lilles 89 Saisontore erzielten, ist in der vorliegenden Literatur allerdings nicht zu finden.
| Pl. | Spieler                    | Verein              | Tore |
| --- | -------------------------- | ------------------- | ---- |
| 1   | René Bihel                 | OSC Lille           | 28   |
| 2   | Pierre Sinibaldi           | Stade Reims         | 26   |
| 3   | Antoine Rodriguez          | AS Saint-Étienne    | 22   |
| 4   | Louis de Maréville         | Olympique Marseille | 21   |
| 5   | Désiré Koranyi             | FC Sète             | 20   |
| 6   | Jean Baratte               | OSC Lille           | 19   |
| 7   | René Alpsteg               | AS Saint-Étienne    | 18   |
|     | Stefan („Stanis“) Dembicki | Lens                | 18   |
|     | René Lozia                 | Red Star Olympique  | 18   |
|     | Joseph Rabstejnek          | Stade Rennes UC     | 18   |